# Герб комуни Оре
Герб комуни Оре (швед. Åre kommunvapen) — символ шведської адміністративно-територіальної одиниці місцевого самоврядування комуни Оре.

## Історія
У 1952 році для ландскомуни Оре був розроблений герб: у червоному полі срібна сокира, поверх якої золота корона. Ці символи були атрибутами Святого Олафа. На початку муніципальної реформи 1971 року герб перейшов до комуни Оре. Після укрупнення комуни 1974 року було вирішено змінити герб, внісши до нього символи з герба приєднаної комуни Калль. Новий герб комуни Оре офіційно зареєстровано 1978 року.
Герби давніших адміністративних утворень, що увійшли до складу комуни, тепер більше не використовуються.

Герб ландскомуни Калль (1961-1970) Герб комуни Калль (1971-1973)
Герб ландскомуни Мерсіль (1957-1970) Герб комуни Мерсіль (1971-1973)
Герб ландскомуни Ундерсокер (1959-1970) Герб комуни Ундерсокер (1971-1973)
Герб ландскомуни Оре (1952-1970) Герб комуни Оре (1971-1973)

## Опис (блазон)
У срібному полі червоні роги лося, вгорі обабіч скошені сині вільні поля. 

## Зміст
Червоні роги лося вказують на історію полювання місцевих мешканців на цю тварину. Сині поля символізують курорт на горі Орескутан.